# Palazzo Capizucchi
Palazzo Capizucchi är ett palats i Rom, beläget mellan Piazza di Campitelli och Piazza Capizucchi i rione Campitelli. Det ritades av Giacomo della Porta och uppfördes under 1580-talet. På 1600-talet modifierades fasaden av Carlo Rainaldi, som formgav de ovala blindfönstren.